# Dionísio I de Tel Mare
Dionísio I de Tel Mare (em latim: Dionysius Telmaharensis; em siríaco: Dionysius Telmaharoyo; em árabe: مار ديونيسيوس التلمحري; 22 de agosto de 845) foi o Patriarca de Antioquia, e chefe da Igreja Ortodoxa Siríaca de 818 até sua morte em 845.

## Vida
Dionísio nasceu em Tel Mare, perto da cidade de Raca, e pertencia a uma família rica de Edessa. Tornou-se monge no Mosteiro de Quenesre, onde estudou filologia, jurisprudência, filosofia e teologia. Também estudou no Mosteiro de Mar Jacó em Caisu. Em 818, foi eleito patriarca de Antioquia por unanimidade por um sínodo de quarenta e oito bispos. Após sua consagração, emitiu uma proclamação e realizou três concílios em Raca no mesmo ano, nos quais emitiu doze cânones. Em 822, restaurou o Mosteiro de Quenesre após ter sido danificado por um incêndio causado por dissidentes. Em 826, visitou o Egito na companhia do general abássida Abedalá ibne Tair Alcoraçani. Mais tarde, em 828, realizou concílio no Mosteiro de Usfólis e retornou ao Egito em 832 na companhia do califa Almamune. Enquanto estava no Egito, Dionísio se encontrou com o papa Jacó de Alexandria, chefe da Igreja Ortodoxa Copta e um parceiro miafisista, e vários bispos ortodoxos coptas fora da cidade de Tânis. Realizou outro concílio na cidade de Ticrite em 834, e se encontrou com Almamune e então com seu sucessor Almotácime em Baguedade. Um total de cem bispos foram ordenados por Dionísio durante seu mandato e serviu como patriarca até sua morte em 22 de agosto de 845.

## Obras
A pedido do bispo de Dara João, Dionísio compôs os Anais, uma história de dois volumes da igreja e eventos seculares desde a coroação do imperador Maurício (r. 582–602) em 582 até a morte do imperador Teófilo (r. 829–842) em 842. Um volume foi dedicado à história da igreja enquanto o outro cobria a história secular, e cada volume foi dividido em oito livros. A obra foi composta com o uso de citações das obras de Teófilo de Edessa, um estudioso do século VIII. Os Anais foram citados extensivamente por Miguel, o Sírio e o autor anônimo da Crônica de 1234. Os relatos de Dionísio também foram usados posteriormente na História Eclesiástica de Bar Hebreu. A Crônica de Zuquenim foi erroneamente atribuída a Dionísio por Giuseppe Simone Assemani, mas desde então foi desconsiderada.